# Тайцзу Шіраторі
Тайдзу Шіраторі (яп. 白鳥大珠; нар. 2 лютого 1996) — японський кікбоксер і колишній боксер із Токіо, Японія.
Станом на серпень 2019 року перебував на 3 місці планети в найлегшій вазі за версією Combat Press.

## Біографія
Виступає з 2011.
У 2019 брав участь у турнірі RISE World Series де отримав найбільшу перемогу в своїй кар'єрі в півфіналі, коли він на стадіоні Раджадамнерн переміг чемпіона Саексар Ор Кванмуанг у фіналі.
16 вересня 2019 Шіраторі виграв турнір RISE World Series в категорії — 61 кг і грошовий приз у 10 мільйонів єн завдяки перемозі в першому раунді над зіркою японського кікбоксингу Гендзі Умено.
У 2017 чемпіон китайської організації Kunlun Fight у ваговій категорії 61 кілограм.